# 反坦克戰
反戰車战（英語：Anti-tank warfare）是指与装甲战斗车辆，尤其是戰車作战的各种形式的总称。最常见的反戰車系统包括具有高炮口初速或使用穿甲弹药的火炮、反戰車导弹（例如线控制导导弹）、反戰車地雷等等。

## 概述
在反戰車作战领域，有三个常用概念：机动力破坏、火力破坏和完全破坏。机动力破坏是指使戰車丧失移动能力，例如破坏戰車的履带，戰車虽然无法移动，但其武器系统可能还能正常使用；火力破坏是指使戰車部分或完全丧失开火能力；完全破坏则是指使戰車彻底丧失继续战斗能力，例如彻底摧毁戰車或使戰車全体乘员失去继续战斗的能力。

## 早期形式
第一次世界大战是反坦克作战技术刚刚形成雏形的阶段。德军最初使用小型加农炮和大口径步枪来对抗英军的坦克。当大部分这些武器在实战中被证明几乎毫无作用之后，他们开始使用一种7.92毫米口径具有穿甲能力的K弹。手榴弹也被用于反坦克。当发现单枚手榴弹威力不足时，集束手榴弹就开始被投入使用。坦克在各种大口径火炮面前也是脆弱的，尤其当它们被复杂地形、反坦克壕、铁丝网等困在原地时，就更加成为这些武器的活靶子。

## 第二次世界大战

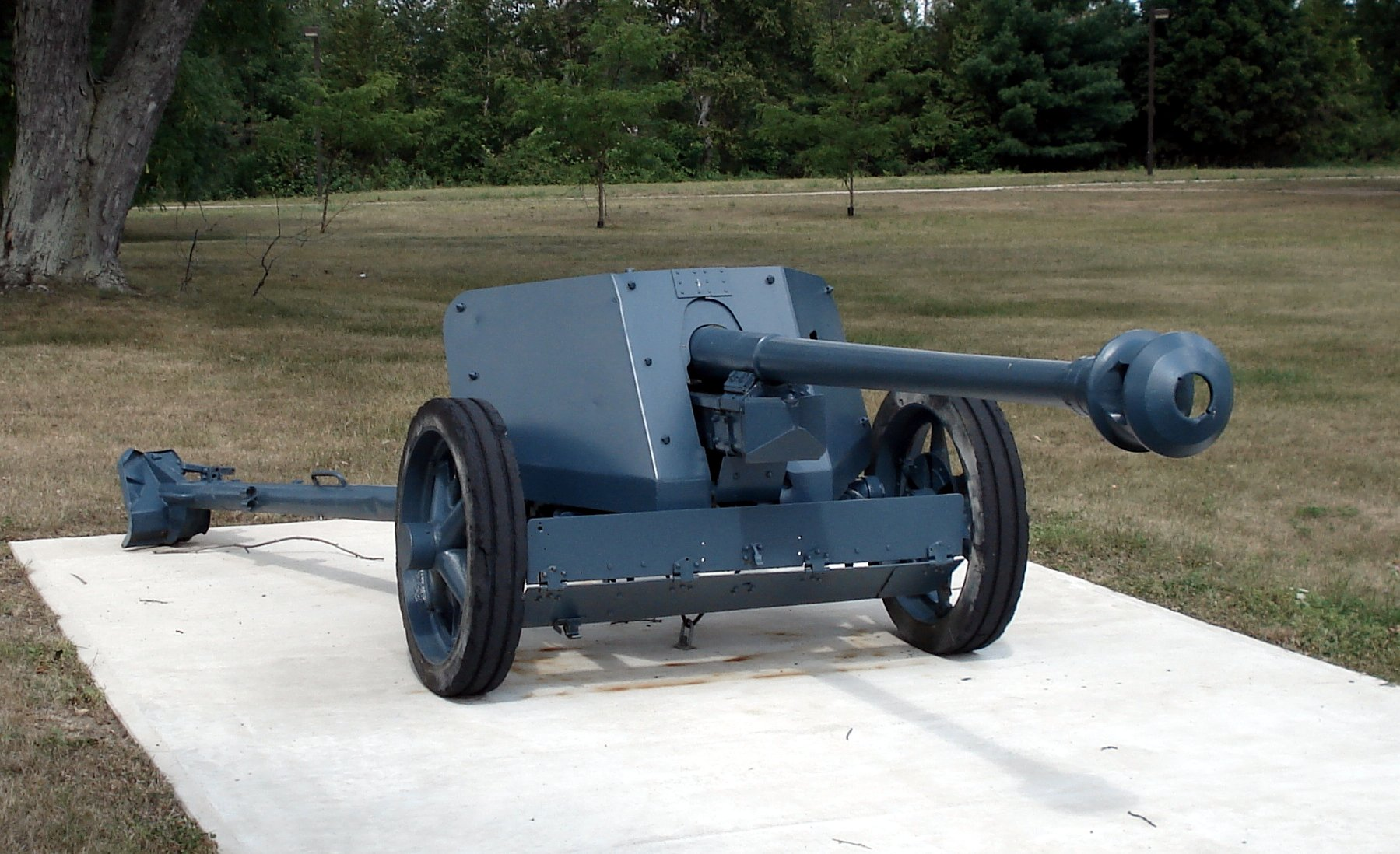
德製Pak40 75公釐反坦克炮

### 反坦克炮
反坦克炮是专门设计用来破坏装甲车辆的火炮，通常都能够高速发射穿甲弹。在二战初期，很少有反坦克炮的口径超过50毫米，当时常见的口径包括：德制和美制的37毫米炮、法制25毫米炮和47毫米炮、英制两磅（40毫米）炮、苏制45毫米炮。这些口径的反坦克炮可以击穿战前和战争初期各国几乎所有型号的坦克的装甲。
但随着战争的进行，反坦克炮口径的发展速度很快就跟不上坦克的装甲厚度了。德制的37毫米炮在苏联的T-34和KV系列坦克面前一筹莫展。各国于是开始生产口径更大、火力更强的反坦克炮。到1943年间，各国的反坦克炮口径已经普遍达到了50毫米以上。一年后，随着东线压力的加剧，75毫米、88毫米、100毫米甚至122毫米口径的反坦克炮纷纷被投入到战争中。
早期的反坦克炮属于轻型武器，炮组的成员可以轻松地推动火炮进行移动。但到了战争中后期，当反坦克炮口径逐渐扩大，重量逐渐增加，它们的移动能力也逐渐下降，使得它们在敌方火力面前愈发难以生存。此外，反坦克炮也很难为炮组成员提供任何保护。为了改善反坦克炮在机动力和防护力方面的缺陷，各国先后开发生产了驅逐戰車。这种带有轻型装甲防护的自行式反坦克炮与那些固定式反坦克炮相比，威力大幅度提高。
二战结束以后，反坦克炮由于体型庞大、机动力差等缺点，发展逐渐停止。它的地位被无后坐力炮和火箭筒所取代。

### 反坦克手榴弹
反坦克手榴弹的形式多种多样，从简单的高爆式到复杂的聚能装药式。为了增加威力，反坦克手榴弹常常被设计成带有粘性或磁性的，这样它们可以在被投掷后附着在坦克装甲上，在爆炸时产生最大效果。莫洛托夫鸡尾酒也是一种常用的反坦克手榴弹形式，但它只对战争前期轻薄装甲的坦克比较有效，在战争后期，除非使用者能够准确将其投中坦克的发动机，否则这种燃烧瓶对坦克就毫无用处。

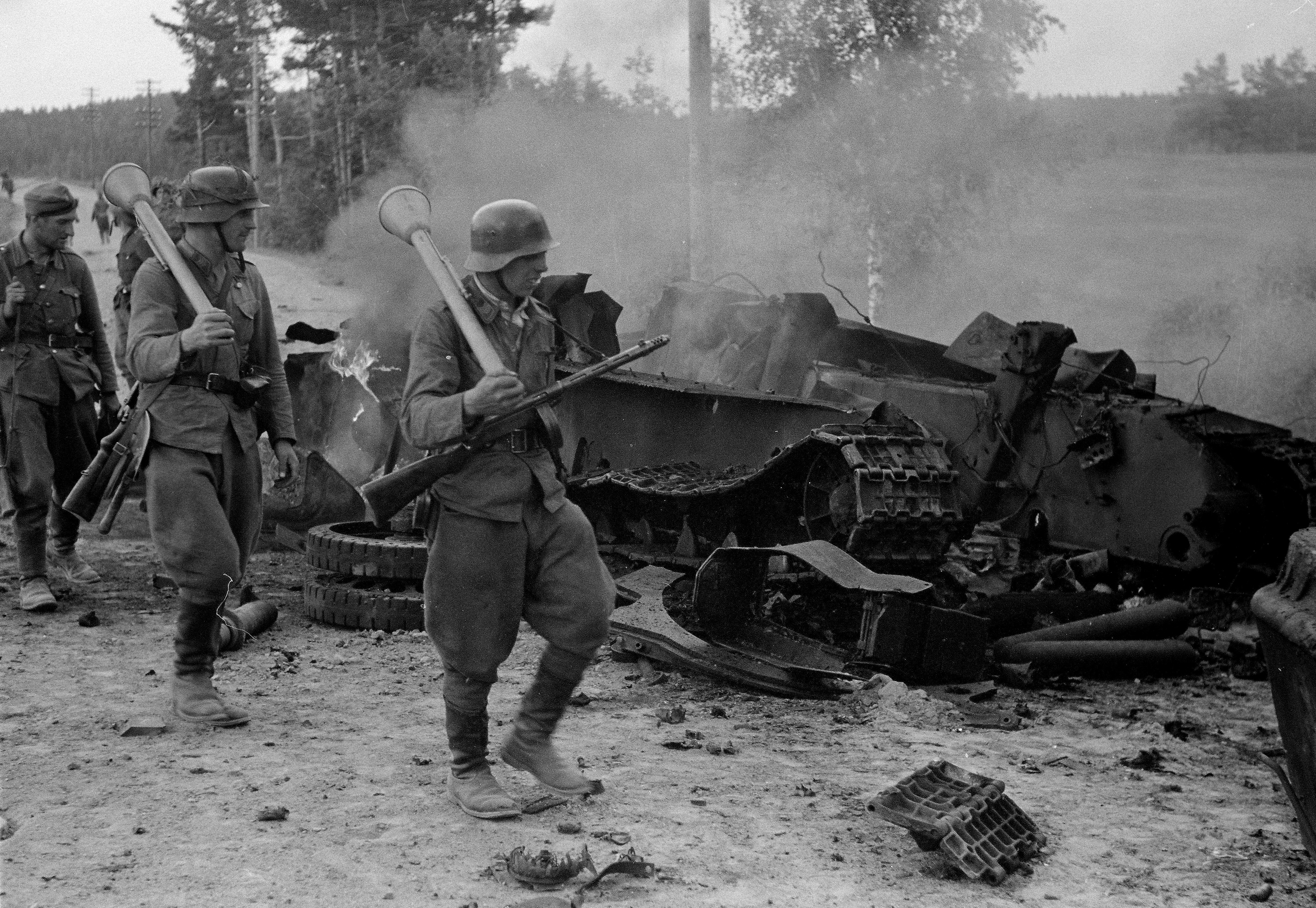
芬蘭國防軍士兵及其擊毁的蘇聯紅軍T-34戰車

### 聚能破甲武器
轻型反坦克武器（可单兵携带）的发展是从二战开始的，其中的大部分都采用聚能破甲（HEAT，High Explosive Anti-tank）的原理。最典型的代表就是美国的巴祖卡火箭筒、德国的铁拳预装填无后坐力炮。
战争结束后，聚能破甲武器继续发展。美国在20世纪50年代和60年代分别研制了超级巴祖卡和M72 LAW型反坦克火箭筒，在朝鲜战争和越南战争中发挥了重要作用。

### 反坦克地雷
二战中的反坦克地雷通常由步兵使用，主要用于破坏坦克履带使其丧失机动力，或击穿脆弱的底部装甲，对坦克乘员造成伤害。战争结束后，世界各国研发出了多种新型反坦克地雷，使用更具威力的装药，采用聚能破甲形式，其中一些型号还具备攻击坦克顶部和侧面装甲的能力。

### 步兵近距离攻击
坦克对步兵来说仍然不是无懈可击的，尤其在巷战中。坦克体型庞大而且发出巨大噪音，非常容易被步兵发现、跟踪和偷袭。由于坦克乘员的视野范围受到限制，敌方有经验的步兵可以很容易地靠近一辆没有步兵掩护的坦克，而坦克的武器则很难攻击到靠近自己的敌方步兵。一旦靠近一辆坦克，步兵将获得很多攻击它的手段。步兵的火箭筒、手榴弹等武器有时很难击穿坦克最为厚实的正面装甲，但是通过靠近坦克，他就可以选择攻击相对脆弱得多的顶部、后部和侧面装甲。破坏坦克履带也可以对坦克造成机动力破坏。在二战中，苏军步兵有时会直接冲向敌方坦克，将汽油倒进坦克乘员舱里并将出口封死，把坦克乘员烧死在坦克中。

### 其他火炮
传统的炮弹对坦克装甲的效果十分有限。非穿甲弹一般只能通过爆炸产生的震波对坦克造成伤害。但是在过去三十年中，一种新的炮射导弹被发展出来。这种炮弹采用激光制导，确保能够准确命中坦克，并且其弹头采用聚能破甲战斗部（HEAT）而不是一般的高爆弹头（HE），对坦克的杀伤力大大提高。
此外，另一种新出现的反坦克武裝是制导或非制导的攻頂飛彈。当这种炮弹在坦克上空爆炸后，会向下散射出数个聚能装药的弹头，由于它们所攻击的是坦克顶部最薄弱的装甲，所以其中只要有任何一个或几个命中目标，就会对坦克造成巨大伤害。
这些炮弹都可以使用中型火炮（122毫米、152毫米或155毫米等口径）、大口径迫击炮（81毫米及以上）或飛彈發射器射擊。

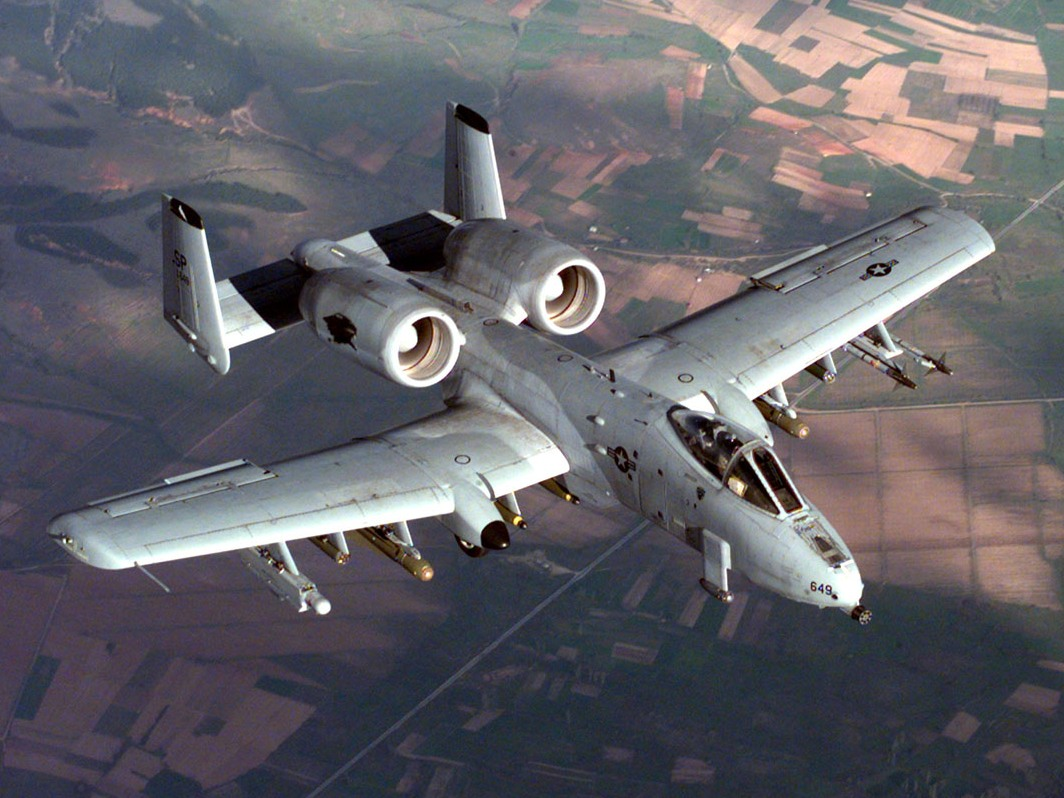
美国空军的A-10攻击机

### 攻击机
从二战开始，攻击机也成为重要的反坦克武器。因为顶部通常都是坦克最薄弱的部位，而且绝大多数坦克都并不具备很强的防空能力，所以使用飞机执行反坦克作战任务常常会取得非常好的效果。从二战中著名的德国Ju 87俯冲轰炸机（斯图卡）、苏联IL-2攻击机到战后的美国A-10攻击机、苏联苏-25攻击机，使用的武器最早是採用鐵殼炸彈，二戰後期開始使用配备穿甲弹的航炮以及無引導火箭，在1970年代以後出現反戰車飛彈，攻击机在历次战争中的优秀表现使它赢得了“坦克杀手”的称号。

### 汽油彈
二次大戰中參戰各方都有使用汽油彈作為防守的武器，它對於阻擋輕坦克特別有效。1948年以色列和阿拉伯戰爭中的以色列、1956年匈牙利事件中的匈牙利羣眾，都曾成功使用汽油彈阻止敵人裝甲的前進。
坦克車的底部往往是防禦最薄弱的的，當汽油彈在坦克的尾部燃燒時，可能令坦克的油缸爆炸。部分蘇製坦克設有外掛油箱，很容易被從外面打開後點燃。當游擊隊在近距離以汽油彈快速突擊，坦克車的靈活性不足應付，於是陷入被動。這亦是汽油彈在當時能成為成功武器的原因之一。

### 其他形式
- 苏联使用的反坦克犬；
- 德國使用的哥利亞遙控戰車
- 日本在二战后期使用的自杀式攻击的陆上神风特攻队。

## 二战以后的发展
第二次世界大战以后，聚能破甲弹曾经一度成为反坦克武器的首选。但是随着坦克装甲技术的发展，反应装甲、复合装甲的出现，聚能破甲的效力大大降低，动能穿甲弹又重新进入了人们的视线。目前主流的穿甲弹是尾翼稳定脱壳穿甲弹。

### 反坦克直升机

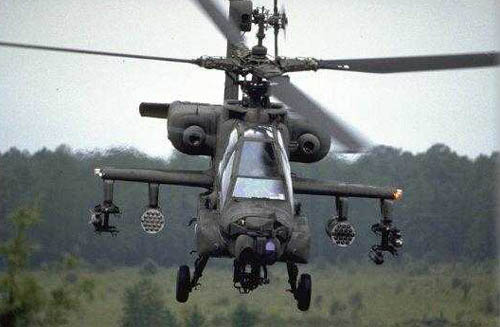
美制AH-64阿帕奇武装直升机是一款著名的反坦克直升机

20世纪50年代后期，法国是第一个把反坦克导弹装备在直升机上的国家。1966年，第一种量产的专职攻擊直升機AH-1眼镜蛇诞生。有些人认为直升机能够更加轻易地攻击坦克装甲最薄弱的顶部，所以反坦克直升机的出现宣告了坦克将从此退出历史舞台。但由于从反坦克直升机诞生至今，坦克与直升机之间还没有进行过势均力敌的对抗，所以要断言直升机和坦克孰强孰弱还为时尚早。但是无论如何，配备制導武器、火箭发射器與重機炮的反坦克直升机始终是坦克最大的威胁之一。坦克常常因为视角有限而很难发现直升机，而直升机则可以悬停在空中，从任何角度攻击坦克最脆弱的部分。此外，直升机所配备的制导武器的射程通常都大于坦克防空機槍的射程，这使直升机经常能够在坦克的火力范围以外发动攻击。这种对坦克的不利局面直到坦克用炮射导弹问世才开始改观。